# Roque Máspoli
Roque Gastón Máspoli (ur. 12 października 1917 w Montevideo, zm. 22 lutego 2004 tamże) – urugwajski piłkarz grający na pozycji bramkarza. Po zakończeniu kariery piłkarskiej pracował jako trener.
Nosił przydomek Skała. Był jednym z pierwszych bramkarzy, wyróżniających się dobrą grą na przedpolu. 47 razy wystąpił w reprezentacji narodowej, grał w klubach Bella Vista, Wanderers, Cerro i Peñarol.
Dwukrotnie grał w finałach mistrzostw świata. W 1950 wraz z Urugwajem świętował niespodziewane zwycięstwo, po pokonaniu w decydującym meczu grupy finałowej wielkiego faworyta i gospodarza turnieju Brazylii. Cztery lata później na mistrzostwach w Szwajcarii, Urugwajczycy zajęli czwarte miejsce, przegrywając w półfinale z Węgrami i w meczu o trzecie miejsce z Austrią. Na turnieju w 1954 był najstarszym bramkarzem.
Po zakończeniu kariery zawodniczej pracował jako trener. Prowadził m.in. swój dawny klub Peñarol z Montevideo, a także kluby w Peru, Paragwaju, Ekwadorze i Hiszpanii. W latach 60. (1966) zajmował się kadrą narodową Urugwaju; ponownie na początku lat 80., doprowadził nawet Urugwaj do wygrania przygotowawczego turnieju przed finałami Mistrzostw Świata (Mundialito, 1980), jednak przegrał same eliminacje do mistrzostw w 1982 i odszedł z funkcji selekcjonera.